# Păltiniș (Botoșani)
Pour les articles homonymes, voir Păltiniș.
Păltiniș est une commune du județ de Botoșani en Roumanie.